# Full Circle (Saga)
Full Circle is het dertiende studioalbum van de Canadese band Saga.

## Musici
- Michael Sadler – zang en toetsen
- Ian Crichton – gitaar en akoestisch gitaar
- Jim Crichton – basgitaar, toetsen en akoestisch gitaar
- Jim Gilmour – toetsen en zang
- Steve Negus – slagwerk.

## Composities
Alle nummers geschreven door Ian Crichton, Jim Crichton, Jim Gilmour, Michael Sadler en Steve Negus.
1. "Remember When (Chapter 9)" – 5:20
2. "The One" – 4:21
3. "Follow Me" – 5:07
4. "Uncle Albert's Eyes (Chapter 13)" – 5:22
5. "Home" – 5:06
6. "Don't Say Goodbye" – 5:33
7. "Time Bomb" – 4:05
8. "Not this Way (Chapter 10)" – 5:04
9. "A Night to Remember" – 5:44
10. "Goodbye" – 3:59